# 211工程
211工程（英語：Project 211），俗称“211”，含义是“面向21世纪、重点建设100所左右的高等学校和一批重点学科的建设工程”。1995年11月18日，经中华人民共和国国务院批准，原国家计委、原国家教委和财政部針对中国高等教育发展，实行了此项政策。211工程的目的在于将中国的高等学校系统化。随着工程的实施，许多过去被国家其他部门管辖的高等院校被纳入教育部的管辖范围，许多高校被合并；从全国各地挑选出的约100个高等学校被设立为重点高校，这些学校在资金中获得优先对待。

## 历史沿革
1995年11月18日，经国务院批准，国家计委、国家教委、财政部联合发布《关于印发〈“211工程”总体建设规划〉的通知》。《“211工程”总体建设规划》是“211工程”建设的指导性文件，明确规定了“211工程”总体建设目标及任务、工程建设的主要内容、“九五”期间的建设规划任务、具体建设方式、工程建设资金以及建设程序与组织管理等。共15所大学入选首批211工程建设高校。1996年12月，首批高校增加80所至总共95所。
2005年9月，211工程部际协调小组办公室发布《关于做好2005年“211工程”项目建设方案编制和论证审批工作的通知》（211部协办[2005]6号），并要求决定增补的院校编制建设方案及立项审核，同时有新闻称211工程增补12所大学。随即有新闻辟谣称增补传言不属实，但最后确认除广州中医药大学未进入211工程外，其余院校均在增补行列。
2005年，第二批12所高校纳入。2005年底，第三批新增1所高校。2008年，第四批新增5所高校。2011年3月7日，中国教育部部长袁贵仁在列席第十一届全国政协第四次会议教育界别联组会时表示，985工程、211工程已经关上大门，不会再有新的学校加入。2014年后，中华人民共和国教育部开始逐渐淡化985工程与211工程，拨款开始向高水平学科倾斜，211计划已被较少提及。同年，有211工程建设高校校长称211工程已于2013年底停止拨款。而自2015年起的教育部工作要点中已不见“985工程”和“211工程”。“211工程”重点学科及规划逐步被新提出的“111计划”(高等学校学科创新引智计划) 所取代。
2015年8月18日，中央全面深化改革领导小组会议审议通过《统筹推进世界一流大学和一流学科建设总体方案》；10月24日，国务院印发《统筹推进世界一流大学和一流学科建设总体方案》；对新时期高等教育重点建设做出新部署，将“211工程”“985工程”及“优势学科创新平台”等重点建设项目统一纳入世界一流大学和一流学科建设；同年11月，由国务院印发，决定统筹推进建设世界一流大学和一流学科（“双一流”）。
2016年6月，中华人民共和国教育部公布了《国务院学位委员会、国家语委关于宣布失效一批规范性文件的通知》（教政法〔2016〕12号），宣布《“985工程”建设实施管理办法》，《“211工程”建设实施管理办法》等一批规范性文件失效，已失效的规范性文件不再作为行政管理的依据。2016年6月29日，教育部宣布将“985工程”、“211工程”、“优势学科创新平台”、“特色重点学科建设”等重点建设项目，统一纳入世界一流大学和一流学科建设。
2017年9月，教育部、财政部、国家发改委联合公布《世界一流大学和一流学科建设高校及建设学科名单的通知》（共有140所大学入选），112所原211工程院校全部进入“一流大学建设高校”或“一流学科建设高校”名单。2022年2月，教育部、财政部、国家发改委联合公布《关于公布第二轮“双一流”建设高校及建设学科名单的通知》，其中《给予公开警示（含撤销）的首轮建设学科名单》中所列15所受到警示高校有14所是原211工程院校，若2023年整改期满最终评审尚未通过，受警示高校将被取消“双一流”建设高校地位。

## 院校名单
以下是“211工程”建设的高校列表，名单按照省区排列。截至2009年1月5日，211工程名单共有各类高校112所，其中普通院校109所、军事院校3所。表中标注985的院校亦属985工程。
| 省区名           | 数目 | 院校名称                   | 院校名称             | 院校名称                      | 院校名称             |
| ---------------- | ---- | -------------------------- | -------------------- | ----------------------------- | -------------------- |
| 北京市           | 23+3 | 北京大学985                | 清华大学985          | 中国人民大学985               | 北京师范大学985      |
| 北京市           | 23+3 | 北京航空航天大学985        | 中国农业大学985      | 北京理工大学985               | 中央民族大学985      |
| 北京市           | 23+3 | 北京交通大学               | 北京工业大学         | 北京科技大学                  | 北京化工大学         |
| 北京市           | 23+3 | 北京邮电大学               | 北京林业大学         | 北京中医药大学                | 北京外国语大学       |
| 北京市           | 23+3 | 中国传媒大学               | 对外经济贸易大学     | 中央音乐学院                  | 中国地质大学（北京） |
| 北京市           | 23+3 | 中国政法大学               | 中国石油大学（北京） | 华北电力大学                  | 中央财经大学         |
| 北京市           | 23+3 | 北京体育大学               | 中国矿业大学（北京） |                               |                      |
| 天津市           | 3    | 南开大学985                | 天津大学985          | 天津医科大学                  |                      |
| 河北省           | 1    | 河北工业大学               |                      |                               |                      |
| 山西省           | 1    | 太原理工大学               |                      |                               |                      |
| 内蒙古自治区     | 1    | 内蒙古大学                 |                      |                               |                      |
| 辽宁省           | 4    | 东北大学985                | 大连理工大学985      | 辽宁大学                      | 大连海事大学         |
| 吉林省           | 3    | 吉林大学985                | 东北师范大学         | 延边大学                      |                      |
| 黑龙江省         | 4    | 东北农业大学               | 哈尔滨工业大学985    | 哈尔滨工程大学                | 东北林业大学         |
| 上海市           | 10   | 复旦大学985                | 上海交通大学985      | 同济大学985                   | 华东师范大学985      |
| 上海市           | 10   | 中国人民解放军海军军医大学 | 华东理工大学         | 东华大学                      | 上海大学             |
| 上海市           | 10   | 上海外国语大学             | 上海财经大学         |                               |                      |
| 江苏省           | 11   | 南京大学985                | 东南大学985          | 南京航空航天大学              | 南京理工大学         |
| 江苏省           | 11   | 河海大学                   | 南京农业大学         | 中国药科大学                  | 南京师范大学         |
| 江苏省           | 11   | 江南大学                   | 中国矿业大学         | 苏州大学                      |                      |
| 浙江省           | 1    | 浙江大学985                |                      |                               |                      |
| 安徽省           | 3    | 中国科学技术大学985        | 安徽大学             | 合肥工业大学                  |                      |
| 福建省           | 2    | 福州大学                   | 厦门大学985          |                               |                      |
| 江西省           | 1    | 南昌大学                   |                      |                               |                      |
| 山东省           | 3    | 山东大学985                | 中国海洋大学985      | 中国石油大学（华东）          |                      |
| 河南省           | 1    | 郑州大学                   |                      |                               |                      |
| 湖北省           | 7    | 武汉大学985                | 华中科技大学985      | 武汉理工大学                  | 中国地质大学（武汉） |
| 湖北省           | 7    | 中南财经政法大学           | 华中师范大学         | 华中农业大学                  |                      |
| 湖南省           | 4    | 湖南大学985                | 中南大学985          | 中国人民解放军国防科技大学985 | 湖南师范大学         |
| 广东省           | 4    | 中山大学985                | 华南理工大学985      | 暨南大学                      | 华南师范大学         |
| 广西壮族自治区   | 1    | 广西大学                   |                      |                               |                      |
| 海南省           | 1    | 海南大学                   |                      |                               |                      |
| 重庆市           | 2    | 重庆大学985                | 西南大学             |                               |                      |
| 四川省           | 5    | 四川大学985                | 电子科技大学985      | 西南交通大学                  | 西南财经大学         |
| 四川省           | 5    | 四川农业大学               |                      |                               |                      |
| 贵州省           | 1    | 贵州大学                   |                      |                               |                      |
| 云南省           | 1    | 云南大学                   |                      |                               |                      |
| 西藏自治區       | 1    | 西藏大学                   |                      |                               |                      |
| 陕西省           | 8    | 西北工业大学985            | 西安交通大学985      | 中国人民解放军空军军医大学    | 西北大学             |
| 陕西省           | 8    | 西安电子科技大学           | 长安大学             | 西北农林科技大学985           | 陕西师范大学         |
| 甘肃省           | 1    | 兰州大学985                |                      |                               |                      |
| 青海省           | 1    | 青海大学                   |                      |                               |                      |
| 宁夏回族自治区   | 1    | 宁夏大学                   |                      |                               |                      |
| 新疆維吾爾自治區 | 2    | 新疆大学                   | 石河子大学           |                               |                      |

### 211工程高校的合并、更名
- 三所211学校的合并：武汉测绘科技大学、武汉水利电力大学并入武汉大学（2000年）。
- 两所211学校的合并：北京医科大学并入北京大学（2000年）；吉林工业大学并入吉林大学（2000年）；上海医科大学并入复旦大学（2000年）；山东工业大学并入山东大学（2000年）。

尚未有两所985高校之间的合并。